# دون بي. هيوز
دون بي. هيوز (بالإنجليزية: Don B. Hughes)‏ هو سياسي أمريكي، ولد في 22 سبتمبر 1940 في سالزبوري في الولايات المتحدة. حزبياً، نشط في الحزب الجمهوري. وقد انتخب عضو مجلس النواب لولاية ماريلند.